# Azzaba
Azzaba (în arabă عزابة) este o comună din provincia Skikda, Algeria.
Populația comunei este de 56.922 locuitori (2008).